# Coupe de Tunisie de football 1937-1938
Navigation
Coupe de Tunisie 1936-1937 Coupe de Tunisie 1938-1939
La Coupe de Tunisie de football 1937-1938 est la 14e édition de la coupe de Tunisie. 
Le hasard fait que la finale oppose les deux clubs pionniers du football en Tunisie : le Sporting Club de Tunis et le Racing Club de Tunis, pourtant vieillis et incapables de faire face aux clubs montants, à l'instar de l'Italia de Tunis, de l'Espérance sportive et de la Savoia de La Goulette. D'ailleurs, le Racing, doyen des clubs, évolue en promotion d'honneur (division 2), alors que le Sporting occupe le milieu du tableau de la division d'honneur. Ce dernier l'emporte sur son adversaire. L'Espérance sportive fait honneur à son nouveau rang de dauphin du championnat en atteignant les demi-finales.

## Résultats

### Premier tour préliminaire
- Société sportive Audace de Bizerte - Union sportive béjoise : 3 - 1
- Jeunesse sportive d'avant-garde - Étoile sportive ouvrière de Ferryville : 2 - 1
- Club athlétique bizertin - Aquila de Radès : 2 - 0
- Racing Club de Tunis - Football Club de la Manouba : 5 - 2

### Deuxième tour
- Racing Club de Tunis - Jeunesse sportive d'avant-garde : 3 - 2
- Sporting Club de Tunis - Société sportive Audace de Bizerte : 3 - 0
- Stade kairouanais - Club athlétique bizertin : 3 - 1
- Étoile sportive du Sahel - Savoia de La Goulette : 5 - 0
- Club sportif gabésien bat Étoile sportive gabésienne
- Métlaoui Sport - Gazelle sportive de Moularès : 3 - 2
- Patrie Football Club bizertin -  Sfax railway sport : 0 - 0 puis 2 - 1
- Jeunesse olympique de Sfax - Patrie Football Club de Sousse : 6 - 0
- Jeunesse de Hammam Lif - La Radésienne : 4 - 0
- Kram olympique-Football Club du Kram - Vaillante-Sporting Club de Ferryville : 3 - 2

### Huitièmes de finale
| Équipe 1                   | Équipe 2                             | Score 90'        |
| Racing Club de Tunis       | Club africain                        | 3 - 1            |
| Stade gaulois              | Stade kairouanais                    | 5 - 0            |
| Jeunesse olympique de Sfax | Étoile sportive du Sahel             | 2 - 1            |
| Jeunesse de Hammam Lif     | Patrie Football Club bizertin        | 2 - 2 puis 1 - 0 |
| Italia de Tunis            | Métlaoui Sport                       | 7 - 2            |
| Club sportif gabésien      | Savoia de Sousse                     | 5 - 1            |
| Espérance sportive         | Kram olympique-Football Club du Kram | 3 - 0            |
| Sporting Club de Tunis     | Union sportive tunisienne            | 2 - 0            |

### Quarts de finale
| Équipe 1               | Équipe 2                   | Score 90' |
| Sporting Club de Tunis | Jeunesse olympique de Sfax | 4 - 1     |
| Stade gaulois          | Club sportif gabésien      | 3 - 0     |
| Racing Club de Tunis   | Italia (Tunis)             | 3 - 1     |
| Espérance sportive     | Jeunesse de Hammam Lif     | 2 - 0     |

### Demi-finales
| Équipe 1               | Équipe 2           | Score 90' |
| Racing Club de Tunis   | Espérance sportive | 2 - 1     |
| Sporting Club de Tunis | Stade gaulois      | 2 - 1     |

### Finale
| Date        | Équipe 1               | Équipe 2               | Score 90' |
| 8 mai 1938  | Racing Club de Tunis   | Sporting Club de Tunis | 0 - 0     |
| 15 mai 1938 | Sporting Club de Tunis | Racing Club de Tunis   | 2 - 0     |

## Source
- La Dépêche tunisienne et Le Petit Matin, rubriques  « Sports », 1937-1938